# Герб Золочева
Герб Золочева — офіційний символ міста Золочева, Львівської області

## Історія
Історія Золочева свідчить, що він був приватним містом.
Наразі відомо шість геральдичних символів Золочева, які використовувались в той чи інший історичний період міста.
Перша письмова згадка про Золочів датується 1427 роком і пов'язана з судовим процесом за двір у Золочеві. 1441 року Золочів стає власністю Сінинських. З тих часів Золочів знаний як приватне місто. Власниками міста були Щечони, Гурки, Собєські. За Гурків у 1523 році місто отримує Магдебурзьке право.
У XVI-XVII ст. місто славилось розвиненим ремеслом та торгівлею. Найбільшого розквіту місто досягло у XVII ст. за Собєських. В цей час в місті було збудовано парафіяльний костел (нині Воскресенська церква), засновано Василіянський монастир. Активне життя проводила в той час вірменська громада міста. Серед найстаріших будівель цього періоду — церква св. Миколая з елементами оборонної архітектури.

### Перший герб періоду Речі Посполитої
Перші відомі власники Золочева — Щечони, хронологічна згадка про яких сягає 1398 р. Щечони — давній українсько-литовський рід. Герб Щечонів — «Сверчек»

### Другий герб періоду Речі Посполитої
З 1441 р. Золочів належить Сінинським, гербовий знак яких — «Дембно» з традиційно польськими та білоруськими червоно-білими барвами. 15 березня 1523 р. надане магдебурзьке право.

### Третій герб періоду Речі Посполитої
У 1532 р. місто переходить до Гурків — гербовий знак «Лодзія», що прийшов через Рим і Чехію з Греції.

### Четвертий герб періоду Речі Посполитої
З 1598 р. Золочевим володіє родина Собеських (герб «Яніна»). Цей герб використовувався пізніше також австрійською владою.

### П'ятий герб періоду Речі Посполитої
З 1740 по 1772 роки місто належить Радзівілам — герб «Труби».
Після встановлення на Галичині влади Австрії місто стало державним. Цісарським привілеєм як офіційний символ повернутий герб Собеських «Яніна».

### Герб польського періоду
Герб польського періоду (1920—1939 рр.) — «Яніна» (див. Четвертий герб)

## Сучасний герб
Сучасний герб Золочева був затверджений Золочівською міською радою в 90-х рр. ХХ століття. В новому гербі об'єднано перші чотири герби міста періоду Першої і Другої Речей Посполитих і Австро-Угорщини. До нового герба посередині в овалі було додано зображення вартової вежі Золочівського замку на фоні Державного прапора України.

## Галерея

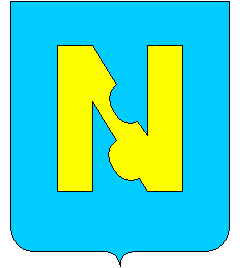
Перший герб періоду Речі Посполитої
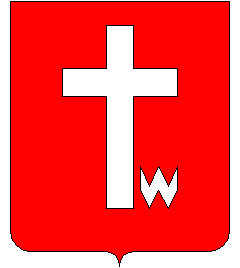
Другий герб періоду Речі Посполитої
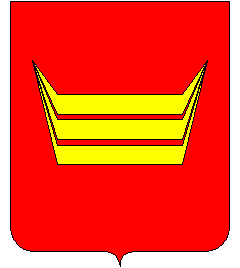
Третій герб періоду Речі Посполитої
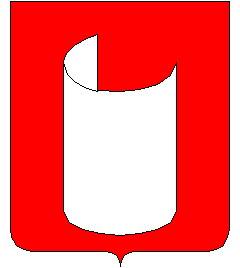
Четвертий герб періоду Речі Посполитої
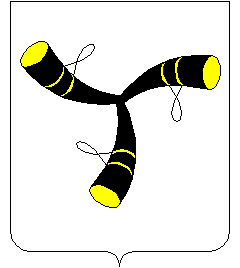
П'ятий герб періоду Речі Посполитої
Герб польського періоду (1919-1939)